# Programowanie sieciowe
Programowanie sieciowe – przedstawienie problemu w postaci grafu, a następnie analizowanie takiego grafu przy zastosowaniu teorii grafów.
Programowanie sieciowe wykorzystywane jest przy planowaniu, harmonogramowaniu i kontroli realizacji przedsięwzięć (metody CPM i PERT, diagram Gantta). Programowanie sieciowe pomaga w identyfikacji odstępstw od planu i ich skutków, modyfikacjach harmonogramu.

## Programowanie sieciowe w teleinformatyce
Termin programowanie sieciowe jest także używany w teleinformatyce w zupełnie innym znaczeniu, gdzie odnosi się do programowania połączeń sieciowych (np. gniazd TCP).